# Lázár Tihamér
Lázár Tihamér (Budapest, 1903. szeptember 11. – Budapest, 1975. augusztus 26.) magyar színész.

## Életpályája
Lázár Elemér Gyula (1851–1920) államvasúti felügyelő és Mikussay Erzsébet fia. Pályáját Debrecenben kezdte, de fellépett Pécsett is, majd a budapesti Magyar Színház tagja lett. 1927-ben a Vígszínház szerződtette. 1929 decemberében a berlini UFA filmvállalathoz szerződött és a harmincas évek elején ott dolgozott. Később a Színművészeti Kamara szerződtetési osztályának vezetőjeként működött, ezért 1945-ben az igazolóbizottság feddésre ítélte. 1946-ban a Belvárosi Színházban, 1949-ben a Vígszínházban szerepelt. 1950-től a Fővárosi Operettszínház, 1952-től a Magyar Néphadsereg Színházának művésze volt. 1956-tól egy évadot a Jókai Színháznál töltött. 1957-től a szolnoki Szigligeti Színházhoz szerződött. 1960-tól az Állami Déryné Színház tagja volt. Nyugdíjasként, 1964-től a Madách Színházban játszott.
Házastársa Szakács Terézia volt, akivel 1928. március 11-én Budapesten, az Erzsébetvárosban kötöttek házasságot. 1929-ben elváltak. 1951-ben ismét megnősült, második felesége Hámos Emília volt.
A filmvásznon elsősorban mellékszerepekben tűnt fel.

## Színházi szerepeiből
- Friedrich Schiller: Don Carlos... Don Ramond de Taxis
- Edmond Rostand: Cyrano de Bergerac... Poéta
- Franz Werfel: Jakobovszki és az ezredes... Német főhadnagy
- Garson Kanin: Ócskavas nagyban... Ed Devery
- Zdzisław Skowroński: Az igazgató úr nevenapja... Lubowicki
- Katona József: Bánk bán... Mikhál bán
- Molnár Ferenc: A doktor úr... Sárkány ügyvéd
- Bródy Sándor: A tanítónő... Járásorvos
- Móricz Zsigmond: Nem élhetek muzsikaszó nélkül... Lajos bácsi
- Schönthan testvérek – Kellér Dezső – Horváth Jenő – Szenes Iván: A szabin nők elrablása... Bányai Márton tanár

## Filmszerepei
- Meseautó (1934) – Statiszta a lillafüredi szállodaportánál
- A 111-es (1937) – Szanatóriumi orvos
- A harapós férj (1937) – Ilosvay barátja
- Pillanatnyi pénzzavar (1937) – Technikus
- Segítség, örököltem! (1937) – Bartháék inasa
- Tizenhárom kislány mosolyog az égre (1938) – Igazgatósági tag
- A leányvári boszorkány (1938) – Diák
- A papucshős (1938) – Kovács Gyula barátja
- Azurexpress (1938) – Házaspár a vonaton
- Bors István (1938)
- Fehérvári huszárok (1938) – Vendég Selmeczy báró estélyén
- A miniszter barátja (1939) – Kulcsár igazgató
- Áll a bál (1939) – Varsói detektív
- Garszonlakás kiadó (1939) – Laci, Sándor barátja
- Hat hét boldogság (1939) – Autóbusz kalauz
- Pénz áll a házhoz (1939) – Szállodaportás
- A szerelem nem szégyen (1940) – Vezérigazgató titkára
- Balkezes angyal (1940) – Rendőrfőnök
- Gül Baba (1940) – Diák
- Erzsébet királyné (1940) – Szalay Dénes orvosnövendék
- Ismeretlen ellenfél (1940) – Rendőrfőnök
- Lángok (1940) – Üzletember  a bankban
- Mindenki mást szeret (1940) – Patikus vendég a kocsmában
- Sarajevo (1940) – Orosz tiszt I.
- Vissza az úton (1940) – Főpincér a bárban
- Zárt tárgyalás (1940) – Vizsgálóbíró
- Akit elkap az ár (1941) – Üzemi titkár
- Csákó és kalap (1941) – Sorozóbizottsági tag
- Édes ellenfél (1941) – Szobainas
- Egy csók és más semmi (1941) – Dr Sáfrány leendő kliense a virágboltban
- Szűts Mara házassága (1941) – Vendég a bálon, Mara táncosa
- Férfihűség (1942) – Rádiómérnök
- Kádár kontra Kerekes (1942) – Pincér
- Katyi (1942) – Pincér
- Kölcsönkért férjek (1942)
- A Benedek-ház (1943) – Rendőr
- Anyámasszony katonája (1943)
- Ágrólszakadt úrilány (1943) – Szállodatitkár
- Boldog idők (1943) – Egyik árverésvezető
- Egy nap a világ (1943)
- Éjjeli zene (1943)
- És a vakok látnak… (1943) – Főorvos
- Féltékenység (1943) – Laci, mérnök
- Fény és árnyék (1943) – Rendező a színházban
- Jómadár (1943) – Sári táncosa
- Kalotaszegi Madonna (1943)
- Magyar sasok (1943) – Az Árpád Repülőgépgyár igazgatója
- Machita (1943) – Vörös főmérnök
- Menekülő ember (1943) – Zentay titkára
- Muki (1943)
- Sárga kaszinó (1943) – Kávéházi vendég
- Sári bíró (1943) – Falusi férfi
- Sziámi macska (1943) – Ügyvéd, Pali és Laci barátja
- Szováthy Éva (1943) – Magyar tiszt
- Viharbrigád (1943)
- A látszat csal (1944)
- Gazdátlan asszony (1944) – Szállodai vendég
- Vihar után (1945) – Egy úr a trafikban
- Hazugság nélkül (1946)
- Forró mezők (1948)
- Mágnás Miska (1948)
- Ludas Matyi (1949) – Hajdú
- Déryné (1951)
- A csodacsatár (1956) – Miniszter I.
- Égi madár (1957)
- Sakknovella (1958, tévéfilm) – Sakkjátékosok II.
- Gyalog a mennyországba (1959) – Táncoló úr
- Merénylet (1959)
- Szegény gazdagok (1959)
- Szerelem csütörtök (1959)
- Isten őszi csillaga (1962)
- A kőszívű ember fiai 1-2. (1964) – Szentpétervári pincér
- Miért rosszak a magyar filmek? (1964)
- Hasonmás (1973, tévéfilm)

### Szinkron
| Év   | Cím              | Szereplő    | Színész       | Szinkron év |
| ---- | ---------------- | ----------- | ------------- | ----------- |
| 1929 | Vasárnap délután | Garas János | Willy Fritsch | 1929        |
| 1967 | Tűz van, babám!  | N/A         | N/A           | 1968        |